# 6-os busz (Várpalota)
A várpalotai 6-os jelzésű autóbusz a Tési domb, forduló és a Jókai Mór utca (Skála áruház) megállóhelyek között közlekedett. A vonalat a Volánbusz üzemeltette.

## Története
A járat azért szűnt meg, mert 2023. szeptember 1-jétől az 1-es és 1Y busszal egybeolvasztva, 1-es és 1Y számmal közlekednek a buszok.

## Közlekedése
Mindennap kb. 30-40 percenként közlekedett. Munkanapokon a 14:40-kor induló járat az Autóbusz-állomásig közlekedett.

## Útvonala
| Jókai Mór utca (Skála áruház) felé | Tési domb, forduló felé |
| --- | --- |
| Tési domb, forduló – Erdődy Pálffy Tamás utca – Bakony utca – Rákóczi Ferenc utca – Újlaky út – Szent István út – Jókai Mór utca (Skála áruház) | Jókai Mór utca (Skála áruház) – Szent István út – Újlaky út – Rákóczi Ferenc utca – Bakony utca – Körmöcbánya utca – Erdődy Pálffy Tamás utca – Tési domb, forduló |

## Megállóhelyei
| 0 | Tési domb, forduló            | 6 | 4, 14          | |
| 1 | Béke étterem (↓) Iskola (↑)   | 5 | 4, 14          | Bán Aladár Általános Iskola, Szivárvány Óvoda és Bölcsőde                                                               |
| 2 | Hőközpont                     | 4 | 4, 14          | |
| 3 | Rákóczi utca 26.              | 3 | 4, 14          | |
| 4 | Rákóczi utca 2.               | 2 | 4, 14          | Thury Vár, Várkerti Általános Iskola, Evangélikus templom                                                               |
| 6 | Jókai Mór utca (Skála áruház) | 0 | 1, 1Y, 10, 10A | Városháza, Jó Szerencsét Művelődési Központ, Mentőállomás, Rendőrség, Szent Donát Kórház, Református templom, Megyeháza |